# Brompton Oratory

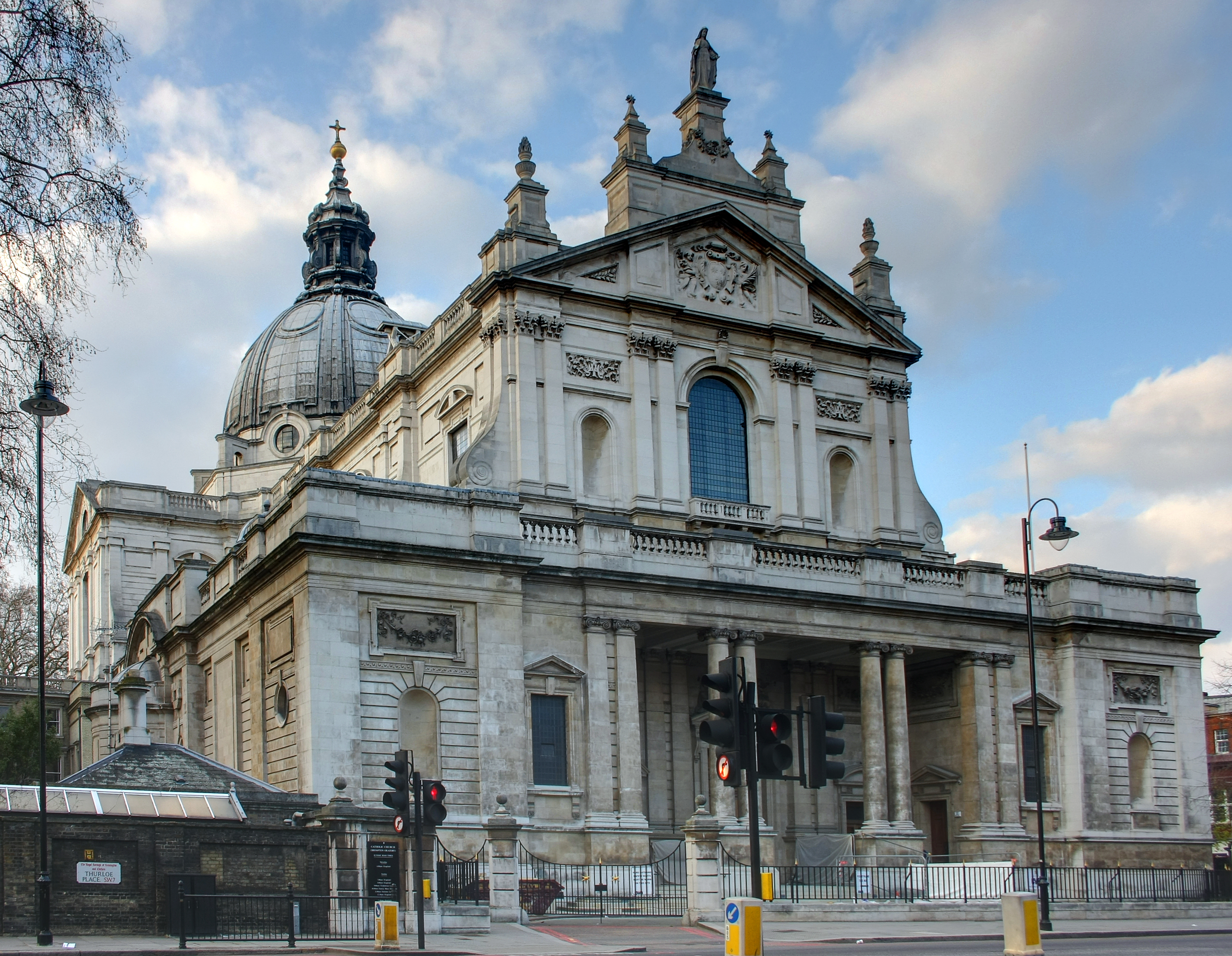
Kyrkans fasad mot Brompton Road

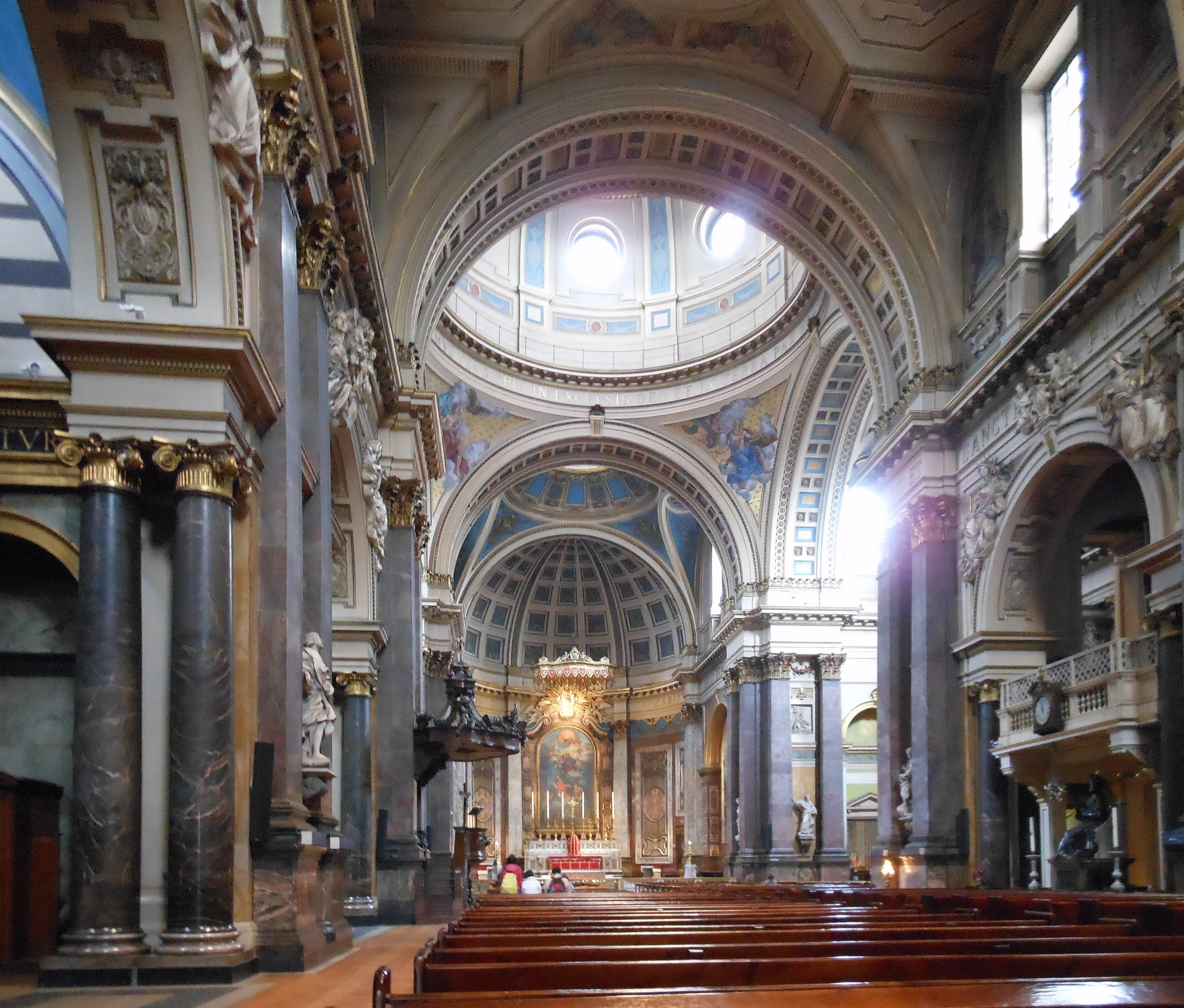

Brompton Oratory, mer formellt Church of the Immaculate Heart of Mary, är en romersk-katolsk kyrka i South Kensington i Storbritanniens huvudstad London. Den ligger på Brompton Road, granne med Victoria and Albert Museum. och Holy Trinity Brompton church. Kyrkan har starka band till London Oratory School, och fungerar som skolans officiella kyrka i anslutning till storhelger.

## Historia

### Grundande
Konvertiter till katolicismen, inklusive Frederick William Faber, grundade London Oratory nära Charing Cross. De anskaffade i november 1852 en fastighet om 14 000 m² för 16 000 pund i vad som då var förortsmiljö med lantliga drag. Först byggdes ett oratorium, snart följt av en temporär kyrka, båda ritade av J. J. Scoles. År 1874 började man söka finansiering av en kyrka.
Kyrkan tillhör fortfarande Londonoratoriets församling.

### Kyrkbygge
Herbert Gribble vann 29 år gammal en tävling om kyrkans arkitektur i mars 1876. Grundstenen lades i juni 1880 och den nya kyrkan invigdes den 16 april 1884. Kupolen färdigställdes 1895, 61 meter hög. Kyrkan är den näst största romersk-katolska kyrkan i London efter Westminsterkatedralen som uppförde 1903.

### Händelser
Brompton Oratory är den kyrkan där den engelske poeten Ernest Dowson 1891 officiellt konverterade till katolicismen.
Framför statyn av Petrus mitt i kyrkan, under körläktaren, återtillägnades England helgonen Petrus och Maria. Detta initierade 1800-talets politiska debatt kring huruvida de engelska katolikernas lojalitet fanns hos påven eller mos monarken.

#### Kända vigslar
Flera kända personer har gift sig i Brompton Oratory, såsom:
- 1865 gifte sig Stéphane Mallarmé med Marie Gerhard.
- 1872 gifte sig John Crichton-Stuart med Gwendoline Fitzalan-Howard.[5]
- 1889 gifte sig Edward Elgar med Alice Roberts.
- 1918 gifte sig Matila Ghyka med Eileen O'Conor.
- 1926 gifte sig Alfred Hitchcock med Alma Reville.
- 1937 gifte sig Bernard Fitzalan-Howard, 16:e hertig av Norfolk med Lavinia Strutt.[6]
- 1938 gifte sig Simon Fraser, 15:e Lord Lovat med Rosamund Broughton.[7]
- 1947 gifte sig Julian Asquith, 2nd Earl of Oxford and Asquith med Anne Palairet.[8]

## Gudstjänster
Liturgin betonas i Brompton Oratory. Mässa firas dagligen på latin  efter både Paulus VI:s liturgi och den äldre tridentinska riten. Högtidlig latinsk mässa och vesper firas varje söndag och kyrklig helgdag. Särskilt de stora liturgierna vid jul, stilla veckan och påsk samlar stora folkmassor som fyller kyrkan.

### Musik
Till stöd för liturgin har man tre separata körer och musikaliskt professionell personal. 

#### The London Oratory Choir
The London Oratory Choir är en professionell kammarkör som medverkar i liturgin vid söndagsgudstjänsterna och vid stora helgdagar. Kören har funnits ända sedan London Oratory etablerade sig på Brompton Road 1854 och har vunnit internationell ryktbarhet som en av världens ledande framförare av koralmusik inom ramen för den traditionella romerska riten. De är särskilt kända för framföranden av renässans-polyfoni och mässorna från Wienklassicismen. Sentida musikdirektörer har varit Henry Washington (1935-1971), John Hoban (1971-1995), Andrew Carwood (1995-1999) och Patrick Russill (1999-).

#### The London Oratory Junior Choir
The London Oratory Junior Choir grundades 1973 av John Hoban för att ge ungdomar möjlighet att medverka i liturgin i en stor kyrka. Utöver att regelbundet medverka vid en kvällsgudstjänst och en engelskspråkig söndagsmässa varje vecka sjunger kören även utanför den egna kyrkan. De har uppträtt i alla Londons större konserthallar och gjort prisvinnande inspelningar av Monteverdis Vesper och Matteuspassionen Bach.

#### The London Oratory School Schola
The London Oratory School Schola grundades 1996 är en gosskör för pojkar från 7 år. Kören är kopplad till London Oratory School i Fulham. Under terminer medverkar kören vid lördagens mässa i kyrkan 18.00, samt vid gudstjänster och samlingar i skolans kapell. Förutom liturgi och konsertuppträdanden har kören spelat in ljudspår i Sagan om ringen (filmserie). Körens musikalbum har huvudsakligen varit gemensamma album med mindre samarbete för att framföra Leonard Bernstein reflekterande, andliga verk eller med solisten Roxanna Panufnik.

#### Orgel
Kyrkans orgel, byggd 1952–1954 av J. W. Walker & Sons efter design av Ralph Downes, var den första orgeln i London som konstruerades efter neo-klassiska linjer. Den anses som en av de finaste brittiska orglarna byggda efter andra världskriget.